# ピーター・ラドフォード
ピーター・ラドフォード (Peter Frank Radford、1939年9月20日- )は、イギリスの陸上競技選手。1960年ローマオリンピックの銅メダリストである。

## 経歴
ラドフォードは、1958年にストックホルムで開催されたヨーロッパ選手権に出場。100mで3位、4×100mリレーでは2位の成績を残す。1960年ローマオリンピックの直前には、220ヤード(200m)で20.5秒の世界新記録を樹立。しかし、ローマオリンピックでは、100mで、ドイツのアルミン・ハリー、アメリカのデビッド・シムに次いで銅メダル、4×100mリレーでも、ドイツ、ソ連に次いで銅メダル獲得にとどまった。
ラドフォードは、1964年東京オリンピックにも、4×100mリレーのイギリス代表として出場。しかし、結果は、決勝で8位に終わった。